# 別府康子
別府 康子（べっぷ やすこ、1941年4月3日 - ）は、日本の女優。広島県出身。劇団民藝所属。

## 人物・来歴
1965年に劇団民藝に入団。
特技は仕舞、謡（金剛流）、社交ダンス、広島弁（三原方言）。

## 出演

### 舞台（劇団民藝）
- 2005年　 『火山灰地』 母親/村人たち役
- 2007年　 『坐漁荘の人びと』 豊子役
- 2007年　 『涙』 韮山寿々江/茂田役（稽古場）
- 2008年　 『選択 一ヶ瀬典子の場合』 弓山ノブ 役
- 2009年　 『神戸北ホテル』 内沼タキ江役
- 2010年　 『どろんどろん』 お里役
- 2011年　 『思案橋』 おすえ役
- 2014年　 『白い夜の宴』 老女役
- 2015年　 『ヒトジチ』 ロピーン役
- 2017年　 『熊楠の家』お品役
- 2019年　 『ハンディマン』シスター・ソフィア役（稽古場）
- 2020年　 『白い花』柳田麦（徹男の義妹）役
- 2021年　 『熊楠の家』お品（手伝いの老婆）役（各地）

### 舞台（外部出演）
- 『雨の夏、三十人のジュリエットが還ってきた』
- 『相寄る魂／ファンファーレを待ちながら』
- 2015年　 『イマカノ』
- 2017年　 『ホントのワタシ～2017』
- 2019年　 『ダンスレボリューション～ホントのワタシ～2019』
- 2024年　 『あたま山心中 散ル、散ル、満チル』[2]
- 2025年　 『わたしのこえがきこえますか』[3]

### 映画
- 2011年　 『デンデラ』
- 2020年　 『風の電話』
- 2025年　 『神の島』[4]

### テレビドラマ
- 1984年 雨ふりお月さん 私に日本語下さい - 宮内克江
- 1989年 NHKスペシャル ドラマ 黄色い髪
- 2014年 テレビ朝日『相棒12 第18話』
- 2017年 TBS『渡る世間は鬼ばかり～三時間スペシャル～』
- 2019年 NHK『決してマネしないでください。』
- NHK『慶治郎縁側日記』
- TBS『ハンチョウ4』
- テレビ朝日『京都地検の女7』
- 日本テレビ『火曜サスペンス劇場』

### CM
- 『NTT西日本』